# MusiXTeX

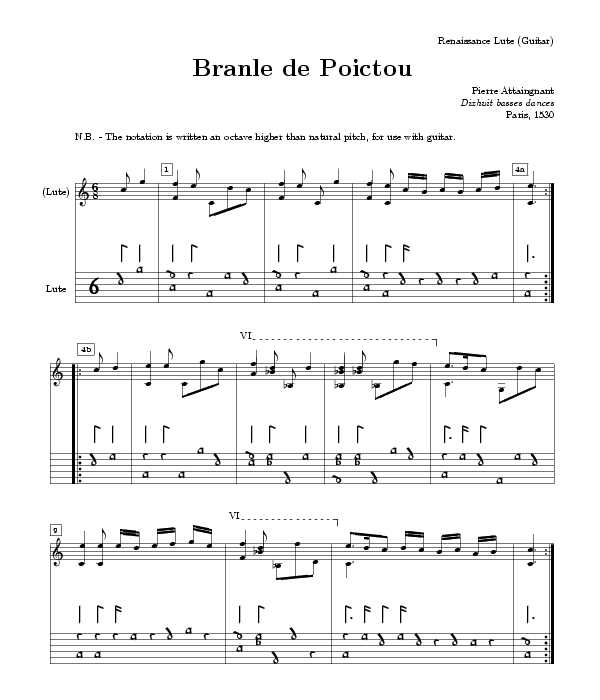
MusiX で組版した「ポワトゥのブランル」（ピエール・アテニャン作曲）のリュート譜とそのタブラチュア譜表記

MusiXTeX は、Daniel Taupin（仏）が開発した、TeX による楽譜の組版を可能とするオープンソースのマクロおよびフォント集である。
pTeX で用いることより日本語表記も可能である。
入力する文法をより簡潔に行うことができるプリプロセッサとして PMX（作者：Don Simons）がある。また、歌詞の取り扱いを容易にする、PMX のプリプロセッサ M-Tx（作者：Dirk Laurie）がある。

## 歴史
TeX による最初の楽譜組版マクロは、1987年に現れた MuTeX である。これは1段の楽譜を作るのが限界であった。
1991年に、Daniel Taupinが多段譜を可能とする MusicTeX を作ったが、これには水平方向の間隔に問題点があった。MusicTeX はコンパイルの回数が1回のパスであった。
1997年には、この位置の問題を訂正した MusiXTeX が登場した。これには、水平方向の間隔を調整するための musixflx というアプリケーションが含まれている。これにより、楽譜組版は3回のパスが必要である。たとえば foo.tex なら
tex foo
musixflx foo
tex foo
とする。
2003年8月26日、MusiXTeX の作者である Daniel Taupin がアルプス登山の最中に事故死した。MusiXTeXの開発は Don Simons（米）、Christian Mondrup（丁）、Cornelius C. Noack（独）、Jean-Pierre Coulon（仏）といった開発者に引き継がれ、バグフィックス、拡張などが行われている。
Daniel Taupin による最後のバージョンは T.112（2003年1月9日）であったが、2024年5月1日現在の最新版として T.138（2024年3月29日）まで拡張されている。T.115 から ε-TeX に対応するようになった。

## 3パスシステム
最初に tex ファイル（foo.tex とする）を TeX でコンパイルすると foo.mx1 が作成される。このファイルには 楽譜の段の間隔や線の長さといった情報が含まれる。次に、musixflx を行うと、これは拍子から音符の間隔を決定し、その情報を foo.mx2 に記録する。最後に再び TeX でコンパイルすることより、間隔が調整された楽譜 foo.dvi が完成する。
一度作成した楽譜全体の水平方向の間隔を修正するには、foo.mx2 は削除してからの3パスが必要である。

## MusiXTeXから独立していったもの
Han-Wen Nienhuys（蘭）と Jan Nieuwenhuizen（蘭）は1995年に MusiXTeX のプリプロセッサ (MPP) プロジェクトを立ち上げ、翌年の1996年には MusiXTeX を基調とする新しい楽譜自動作成プログラム「LilyPond」を創ることを決めた。

## 引用
1. ↑  http://icking-music-archive.org/software/pmx/pmx250.pdf
2. ↑  Daniel Taupin's short biography
3. ↑  CTAN  Package musixtex
4. ↑  “GNU LilyPond Learning Manual: Preface”. 2010年2月16日閲覧。
5. ↑  “MusiXTeX PreProcessor README”. 2010年3月31日閲覧。